# Marzales
Marzales è un comune spagnolo di 62 abitanti situato nella comunità autonoma di Castiglia e León.